# Джарин Нур
Джарин Нур (Гяринг Цо) (на китайски: 扎陵湖; на пинин: Zhālíng Hú; на тибетски: མཚོ་སྐྱ་རིང་) е сладководно отточно езеро в Западен Китай, в провинция Цинхай с площ 526 km², обем 0,467 km³ и максимална дълбочина 13,1 m.
Езерото Джарин Нур е разположено в междупланинската блатиста котловина Одонтала в източната част на планинската система Кунлун на 4292 m н.в. между хребетите Буциншан на север и Баян Хара Ула на юг. Има овална форма с дължина от запад на изток 35 km и ширина до 22 km. През него протича участък от най-горното течение на река Хуанхъ, която се влива от запад, изтича от югоизточния му ъгъл и се влива в по-ниско разположеното на изток, на 10 km от него, езеро Орин Нур. Езерото е открито за европейците на 17 май 1884 г. от видния руски географ и пътешественик Николай Пржевалски, който извършва първото му географско изследване и картиране.